# Monophyllaea chinii
Monophyllaea chinii är en tvåhjärtbladig växtart som beskrevs av Brian Laurence Burtt. Monophyllaea chinii ingår i släktet Monophyllaea och familjen Gesneriaceae. Inga underarter finns listade i Catalogue of Life.